# Prosopocera rufula
Prosopocera rufula là một loài bọ cánh cứng trong họ Cerambycidae.